# Hemaja
Hemaja (nep. हेम्जा) – gaun wikas samiti w zachodniej części Nepalu w strefie Gandaki w dystrykcie Kaski. Według nepalskiego spisu powszechnego z 2001 roku liczył on 1902 gospodarstw domowych i 8702 mieszkańców (4603 kobiet i 4099 mężczyzn).